# NUDT11
NUDT11 (англ. Nudix hydrolase 11) – білок, який кодується однойменним геном, розташованим у людей на X-хромосомі. Довжина поліпептидного ланцюга білка становить 164 амінокислот, а молекулярна маса — 18 559.
| 10         |  | 20         |  | 30         |  | 40         |  | 50         |
| ---------- |  | ---------- |  | ---------- |  | ---------- |  | ---------- |
| MKCKPNQTRT |  | YDPEGFKKRA |  | ACLCFRSERE |  | DEVLLVSSSR |  | YPDRWIVPGG |
| GMEPEEEPGG |  | AAVREVYEEA |  | GVKGKLGRLL |  | GVFEQNQDRK |  | HRTYVYVLTV |
| TELLEDWEDS |  | VSIGRKREWF |  | KVEDAIKVLQ |  | CHKPVHAEYL |  | EKLKLGGSPT |
| NGNSMAPSSP |  | DSDP       |  |            |  |            |  |            |

A: Аланін

C: Цистеїн

D: Аспарагінова кислота

E: Глутамінова кислота

F: Фенілаланін

G: Гліцин

H: Гістидин

I: Ізолейцин

K: Лізин

L: Лейцин

M: Метіонін

N: Аспарагін

P: Пролін

Q: Глутамін

R: Аргінін

S: Серин

T: Треонін

V: Валін

W: Триптофан

Кодований геном білок за функцією належить до гідролаз. 
Білок має сайт для зв'язування з іонами металів, іоном магнію, іоном марганцю. 
Локалізований у цитоплазмі.